# Ouvrouer-les-Champs
Ouvrouer-les-Champs är en kommun i departementet Loiret i regionen Centre-Val de Loire strax norr Frankrikes mitt. Kommunen ligger i kantonen Jargeau som tillhör arrondissementet Orléans. År 2022 hade Ouvrouer-les-Champs 539 invånare.

## Befolkningsutveckling
Antalet invånare i kommunen Ouvrouer-les-Champs
| Referens: INSEE |